# Tricongius granadensis
Tricongius granadensis là một loài nhện trong họ Gnaphosidae.
Loài này thuộc chi Tricongius. Tricongius granadensis được Cândido Firmino de Mello-Leitão miêu tả năm 1941.